# Problema de la demarcación

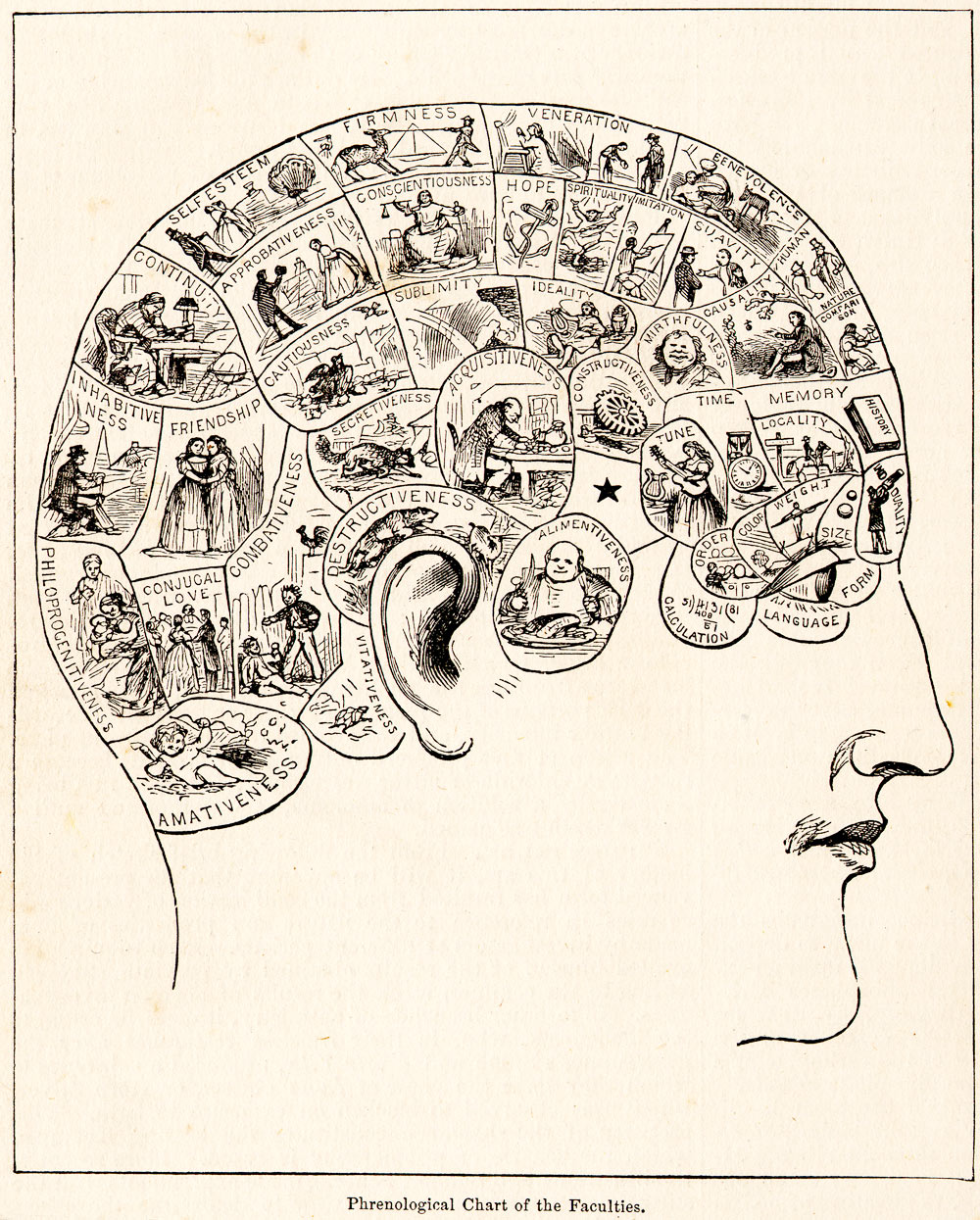
Diagrama frenológico del. La frenología es una pseudociencia que en el pasado fue considerada una verdadera ciencia.

En filosofía de la ciencia, el problema de la demarcación es la cuestión de definir los límites que deben configurar el concepto «ciencia». Las fronteras se suelen establecer entre lo que es conocimiento científico y no científico, entre ciencia y metafísica, entre ciencia y pseudociencia, y entre ciencia y religión. El planteamiento de este problema, conocido como problema generalizado de la demarcación, abarca estos casos. El problema generalizado, en último término, lo que intenta es encontrar criterios para poder decidir, entre dos teorías dadas, cuál de ellas es más «científica».
Tras más de un siglo de diálogo entre filósofos de la ciencia y científicos en diversos campos, y a pesar de un amplio consenso acerca de las bases generales del método científico, los límites que demarcan lo que es ciencia, y lo que no lo es, continúan siendo debatidos.
El problema de la distinción entre lo científico y lo pseudocientífico tiene serias implicaciones éticas y políticas. El Partido Comunista de la URSS declaró (1949) pseudocientífica a la genética mendeliana —por «burguesa y reaccionaria»— y mandó a sus defensores como Vavílov a morir en campos de concentración.

## Historia

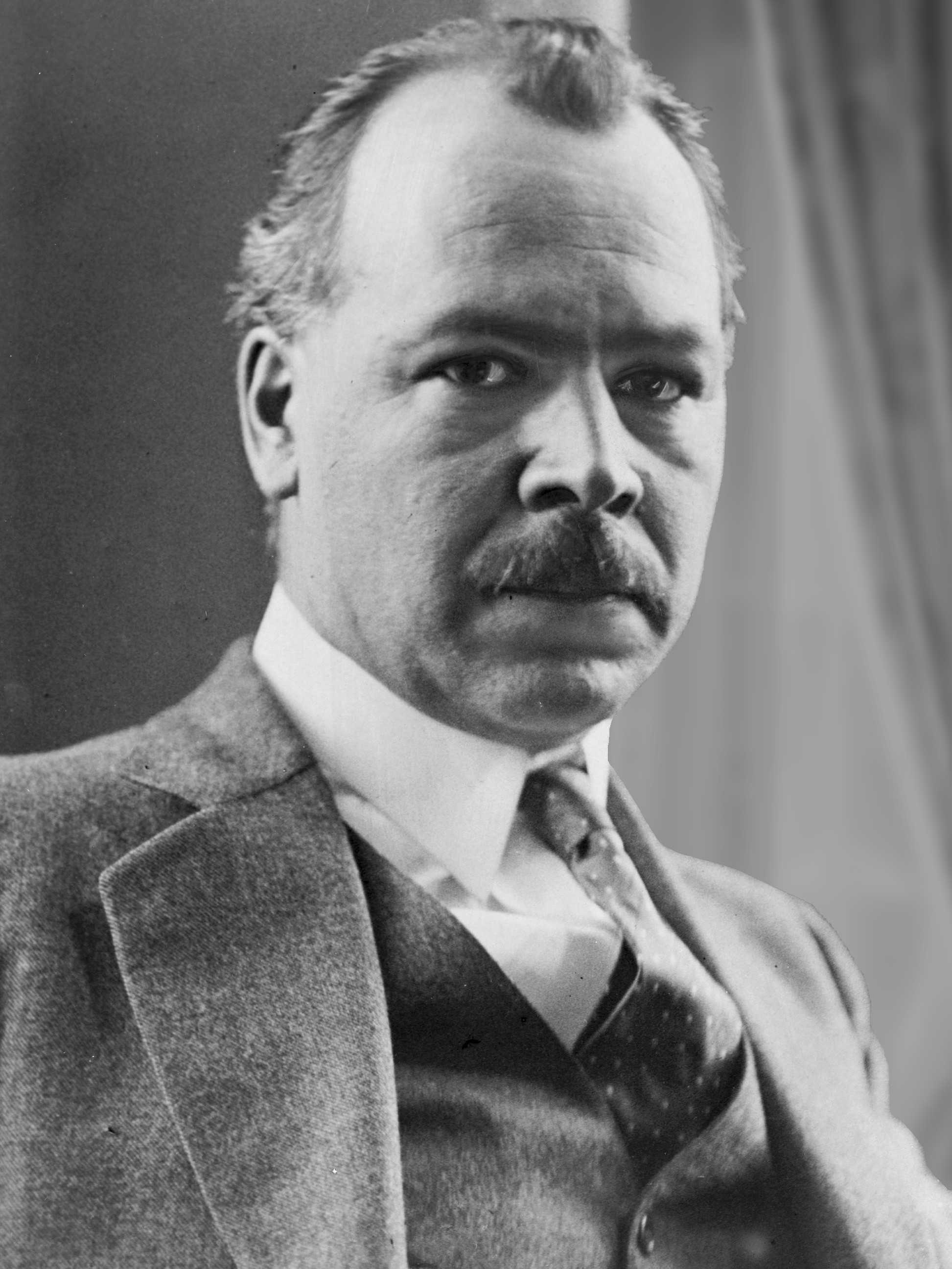
Nikolái Vavílov (foto) en 1940 fue puesto en prisión por ser un defensor de la genética mendeliana, considerada una «pseudociencia burguesa» que se oponía al lysenkoismo, apoyado por Stalin.

### Antecedentes
El primer ejemplo en la historia acerca de la cuestión de la categorización y demarcación del conocimiento humano se encuentra en la Grecia antigua, donde se trata el problema de las diferencias entre el verdadero conocimiento (en griego ἐπιστήμη, episteme) y la opinión (δόξα, doxa). Para Platón, por ejemplo, la episteme solo puede tener desarrollo en el mundo de las ideas (conocimiento intelectual puro) pero no el mundo sensible, que según él es engañoso (cfr. «Alegoría de la caverna»).
En la antigua Roma, Cicerón escribió De divinatione, una rica fuente histórica para conocer la concepción de la cientificidad en la antigüedad romana clásica.
Más tarde, Kant trató de delimitar el campo de las ciencias naturales del metafísico, y con su trabajo sentó un precedente metodológico para establecer los criterios de demarcación de lo que es y no es ciencia natural. (Cfr. «Crítica de la razón pura» y «Prolegómenos a toda metafísica futura que pueda presentarse como ciencia»).
David Hume (1711-1776), establece los principios teóricos anti-metafísicos (en particular el problema de la inducción) que tendrían gran influencia en el positivismo lógico. Será en el Círculo de Viena con Rudolf Carnap (1891-1970), Alfred Jules Ayer (1910-1989), y Karl R. Popper (1902-1994), en donde se abordará el "Criterio de Demarcación" de la ciencia con respecto a la metafísica.

Si tomáramos cualquier volumen de teología o metafísica escolástica, por ejemplo, y nos preguntáramos ¿contiene algún raciocinio abstracto acerca del número o la cantidad? No. ¿Contiene algún razonamiento experiencial acerca de cuestiones de hecho y de existencia? No. Entonces, arrojémoslo a las llamas, sólo puede contener sofismas e ilusión”.
Hume. Investigación sobre el entendimiento humano. Sección XII, 132, página 211.

Charles Sanders Peirce (1839 - 1914) aborda los problemas modernos de la ciencia, la verdad y el conocimiento y es con él que se fragua el concepto de falibilismo, que será un precursor de la idea de falsabilidad.

### Separación entre ciencia y religión

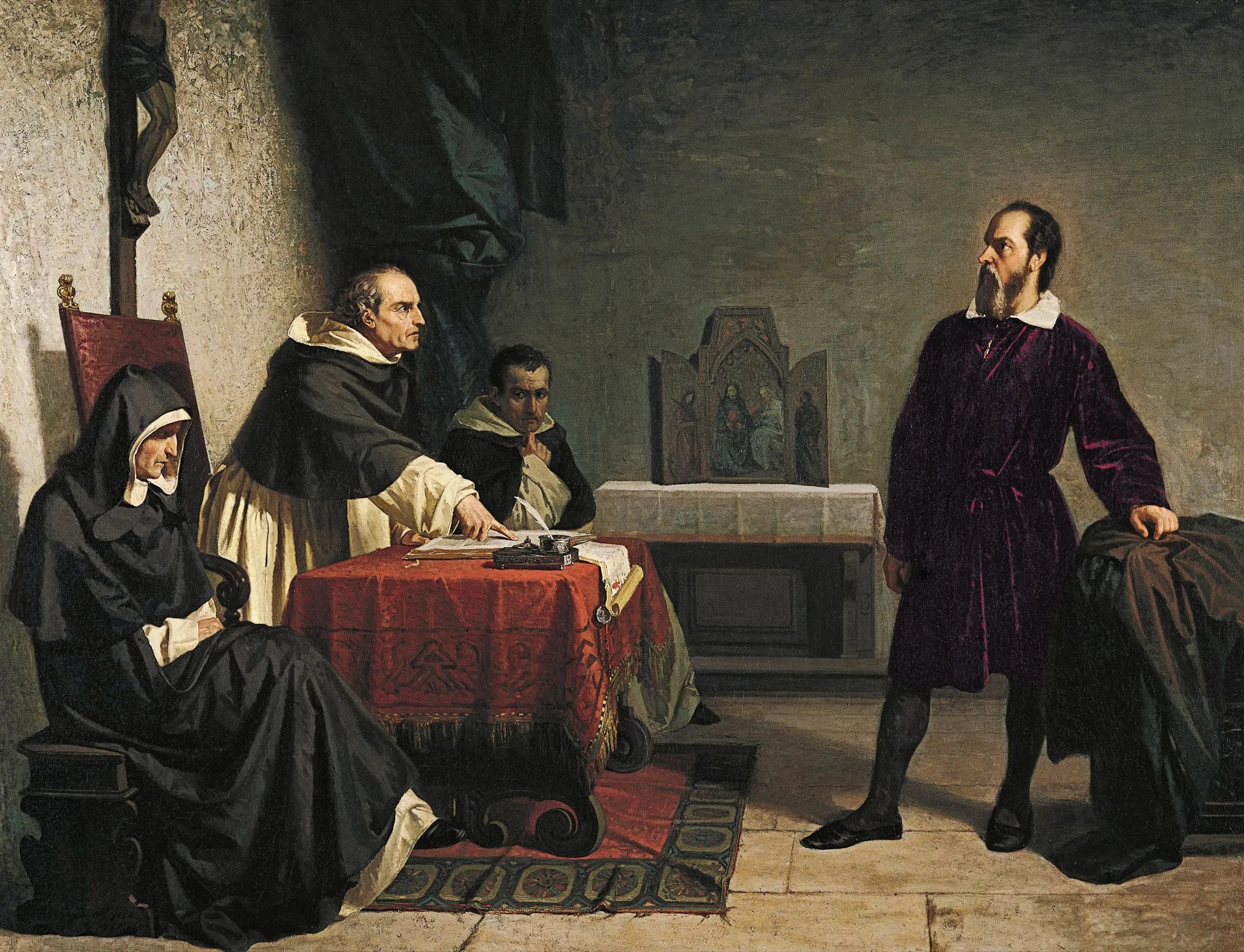
Galileo ante la Inquisición romana
(pintura de Cristiano Banti de 1857)

El problema de la demarcación es una cuestión relativamente reciente. El problema data más o menos del momento en el cual la ciencia y la religión alcanzaron una independencia sustancial una de la otra. En 1874, el influyente historiador de la ciencia John William Draper publicó su Historia del conflicto entre religión y ciencia. En él retrata al completo la historia del desarrollo científico como una guerra contra la religión. Esta visión la fomentaron seguidores tan prestigiosos como Andrew Dickson White en su ensayo Una historia de las guerras entre la Ciencia con la Teología en la cristiandad (en línea).
Ciertos hechos legendarios en la Historia de la ciencia deben su popularidad a Draper y White. Entre estos hechos se cuentan, por ejemplo, el de que Copérnico hubo de retractarse de publicar su De Revolutionibus Orbium Celestium por miedo a la persecución por la Iglesia, y el hecho de que los cristianos del medievo creían que el sol se movía en torno a la tierra (geocentrismo).
En términos históricos, la relación entre ciencia y religión ha sido muy complicada. Muchos científicos fueron, desde luego, muy religiosos, y la religión fue a menudo promotor y motivador de investigaciones científicas. Sin embargo, como se observa con Draper y White, hacia el final del siglo XIX, la ciencia y la religión comenzaron a ser vistas por el público como posiciones enfrentadas, fenómeno gradual que alcanzó su clímax en torno a los debates acerca de la teoría de la evolución de Charles Darwin.
Ya antes de la publicación de Darwin de El origen de las especies hubo precursores y precondicionantes, pero fue a raíz de este trabajo cuando el debate se hizo popular gracias a su difusión en la prensa británica, convirtiéndose en el mascarón de proa de las tensiones entre ciencia y religión. Hay que agregar que este conflicto se mantiene, en lo esencial, en nuestros días.
El trabajo de Draper y White debe ser visto como proveniente directamente de este clima social, y su modelo de ciencia y religión como eternos opuestos, si bien no era históricamente exacto, se convirtió socialmente en uno de los debates dominantes. Los sociólogos de la ciencia han estudiado los intentos de erigir fuertes distinciones entre ciencia y no ciencia como una forma de trabajo periférico, enfatizando el alto riesgo que supone tal empresa para todos aquellos involucrados en ella.

### Positivismo lógico
El positivismo es una corriente filosófica caracterizada por adoptar, en general, una actitud cientificista y antimetafísica, confiando plenamente en la humanidad y en su progreso indefinido. Este punto de vista proclama exclusivamente la legitimidad y validez del conocimiento proporcionado por las ciencias empíricas. Por eso se considera que la filosofía tradicional, entendida principalmente como metafísica o conocimiento especulativo sin necesidad de comprobación empírica, debe sustituirse por otra que tenga como único objetivo entender la naturaleza y los métodos de las ciencias, fundamentalmente las ciencias de la naturaleza (astronomía, física, química y biología). El positivismo se enlaza habitualmente con una ontología materialista.

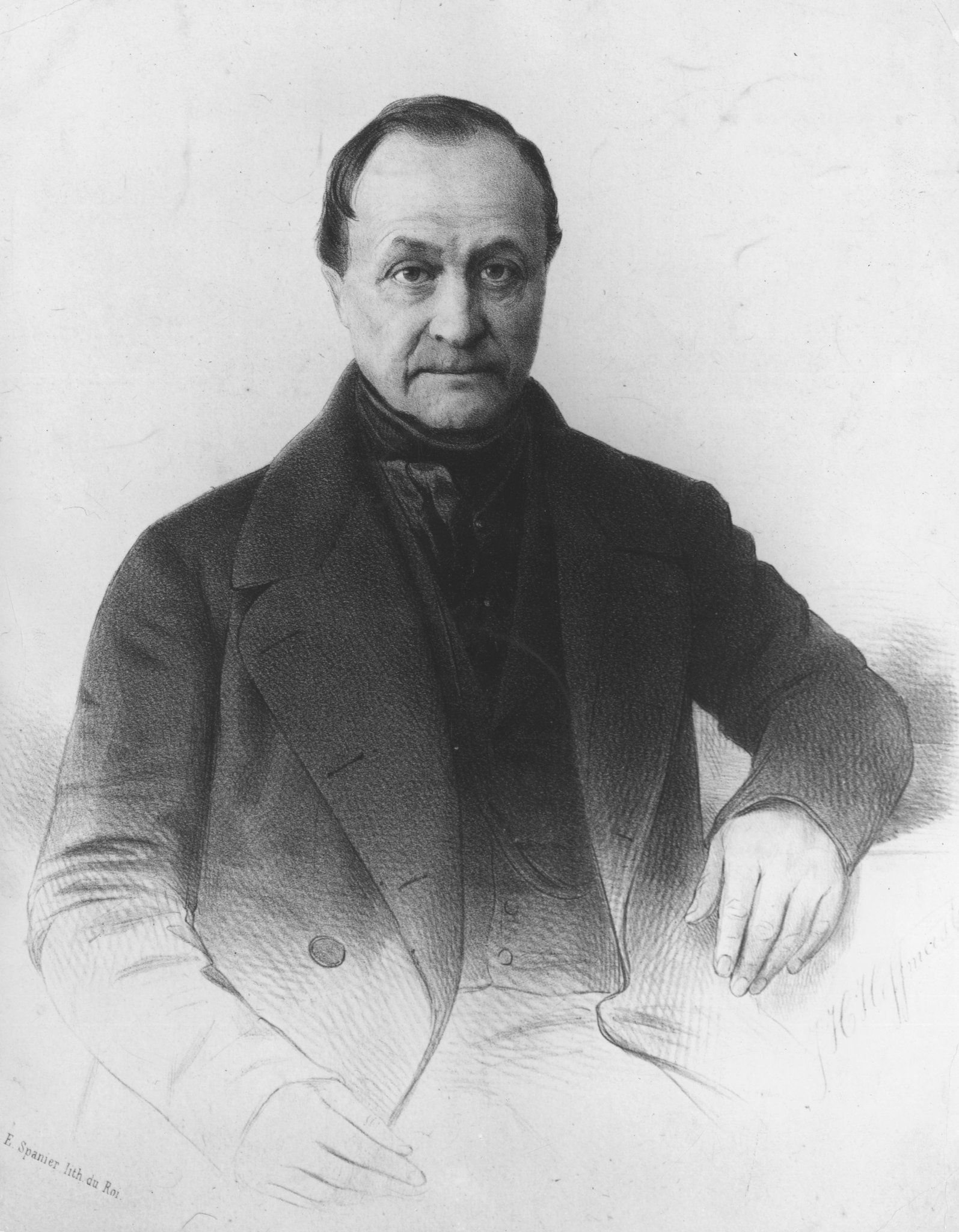
Auguste Comte.

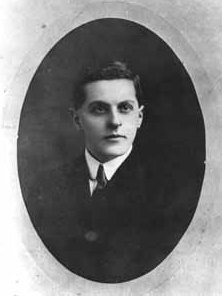
Ludwig Wittgenstein.

Históricamente la filosofía positivista surge en el siglo XIX, siendo sus máximos exponentes Auguste Comte (1798-1857) y Ernst Mach (1838-1916). El primero usó la palabra "positivismo", tomada del filósofo francés Saint-Simon (1760-1825), para designar su  pensamiento. Así mismo, denominó estadio positivo a la etapa del progreso humano en la que la ciencia se convierte en la principal fuerza social, superando periodos anteriores de carácter metafísico y religioso en los que dominaban las supersticiones y las creencias infundadas.
Bajo la influencia de Ernst Mach y del austríaco Ludwig Wittgenstein (1889-1951), el positivismo cientificista se transformó en el siglo XX dando lugar al positivismo lógico, neopositivismo o empirismo lógico. 
El manifiesto fundacional de este se publicó en 1929 con el nombre de Wissenschaftliche Weltauffassung: Der Wiener Kreis (Concepción científica del mundo: Círculo de Viena). El neopositivismo se caracteriza por presentar un enfoque de la metodología científica elaborado de forma precisa por medio de la lógica formal, así como por intentar reducir toda investigación científica al método y lenguaje de la física (fisicalismo). A través de este programa filosófico y científico el neopositivismo contribuyó a impulsar notablemente la filosofía de la ciencia durante el siglo XX.
Aunque los empiristas lógicos intentaron ofrecer una visión general de la ciencia que abarcaba principalmente sus aspectos gnoseológicos y metodológicos, tal vez su tesis más conocida es la que sostiene que un enunciado es cognitivamente significativo solo si o posee un método de verificación empírica o si es un enunciado analítico, tesis conocida como "del significado por verificación". 
Solo los enunciados de la ciencia empírica cumplen con el primer requisito, y solo los enunciados de la lógica y las matemáticas cumplen con el segundo. 

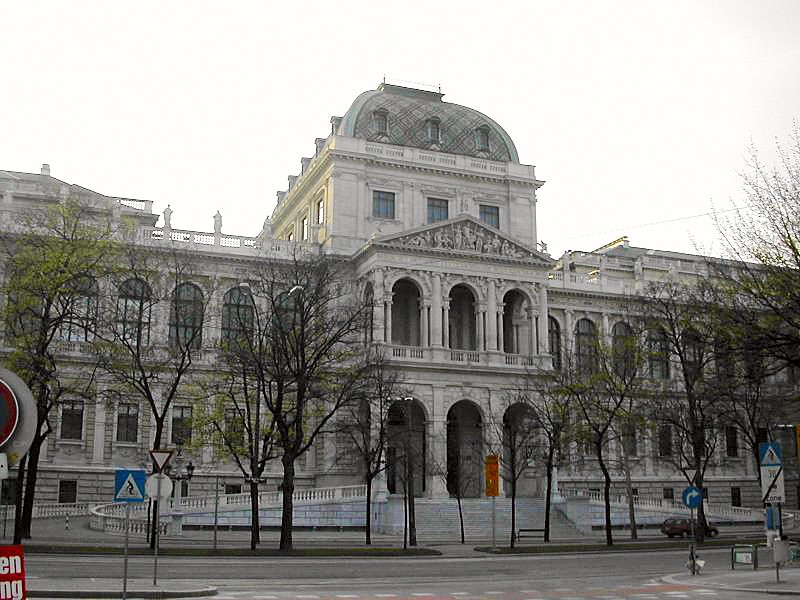
Entrada de la Universidad de Viena, el lugar de nacimiento del Círculo de Viena en los años 20.

Los enunciados típicamente filosóficos no cumplen con ninguno de los dos requisitos, así que la filosofía, como tal, debe pasar de ser un supuesto cuerpo de proposiciones a un método de análisis lógico de los enunciados de la ciencia. Las posiciones de los empiristas lógicos respecto de algunos temas claves de la filosofía de la ciencia (el origen del sentido de los enunciados, la puesta a prueba de las teorías, el concepto de explicación científica y la unidad de la ciencia, entre otros) se conocen con el nombre colectivo de "concepción heredada" (received view).
Esta nueva concepción de la ciencia como algo que no solamente es independiente de la filosofía y metafísica, sino que incluso llega a oponerse a ellas, provocó la inevitable pregunta, ¿qué es lo que separa a las dos? Entre los primeros en desarrollar una respuesta se encontraban los miembros del Círculo de Viena (Moritz Schlick, Rudolf Carnap, Kurt Gödel, Carl Hempel y otros). Su postura filosófica, conocida como positivismo lógico, sostenía una teoría de significado que mantuviera, solo los enunciados acerca de observaciones empíricas eran significativos, afirmando a la vez que los enunciados que no se derivan de esta manera (incluyendo enunciados religiosos y metafísicos) carecen por naturaleza de auténtico significado (véase Verificacionismo).
El positivismo del Círculo de Viena considera que un enunciado es científico cuando puede deducirse de otros que han sido objeto de comprobación. Entre sus principios básicos destaca la verificabilidad como criterio de demarcación entre ciencia y no ciencia
, contrapuesto a la lógica de la refutación y verificación.

### Falsacionismo
El falsacionismo o racionalismo crítico es una corriente epistemológica fundada por el filósofo austriaco Karl Popper (1902-1994). Para Popper, contrastar una teoría significa intentar refutarla mediante un contraejemplo. Si no es posible refutarla, dicha teoría queda «corroborada», pudiendo ser aceptada provisionalmente, pero no verificada; es decir, ninguna teoría es absolutamente verdadera, sino a lo sumo «no refutada». El falsacionismo es uno de los pilares del método científico.
El filósofo Karl Popper entendió que los filósofos del Círculo de Viena (al cual él mismo estuvo muy vinculado, aunque no como miembro) habían mezclado dos problemas diferentes para los que habían resuelto dar una única solución: el verificacionismo. En contraposición a este punto de vista, Popper remarcó que una teoría podría perfectamente tener significado sin ser científica, y que, como tal, un «criterio de significación» podría no necesariamente coincidir con un «criterio de demarcación». Así pues, ideó su propio sistema, al que se denomina falsacionismo (cabe señalar que Popper no llama a su metodología falsacionismo, sino racionalismo crítico). Éste no solo es interpretable como una alternativa al verificacionismo; supone también un acuerdo acerca de la distinción conceptual que habían ignorado las teorías previas.
Para Popper —y a diferencia del Círculo de Viena— la ciencia no es capaz de verificar si una hipótesis es cierta, pero sí puede demostrar si esta es falsa. Por eso no sirve la inducción, porque por mucho que se experimente nunca se podrá examinar todos los casos posibles, y basta con un solo contraejemplo para echar por tierra una teoría. Así pues, frente a la postura verificacionista preponderante hasta ese momento en filosofía de la ciencia, Popper propone el falsacionismo. Aunque Popper era realista no aceptaba la certeza, es decir, nunca se puede saber cuándo nuestro conocimiento es cierto. Popper comenzó describiendo la ciencia, pero en su evolución filosófica acabó siendo prescriptivo (aunque sin llegar al rigor normativo del Círculo), recomendando a la ciencia el método hipotético deductivo. Es decir, la ciencia no elabora enunciados ciertos a partir de datos, sino que propone hipótesis (que aunque se basen en la experiencia suelen ir más allá de esta y predecir experiencias nuevas) que luego somete al filtro experimental para detectar los errores.
Popper vio la demarcación como un problema central en la filosofía de la ciencia. Propuso el falsacionismo como una forma de determinar si una teoría es científica o no. Simplificando, según Karl Popper se podría decir que si una teoría es falsable, entonces es científica; si no es falsable, entonces no es ciencia.
Para Popper, afirmar que una teoría es científica quiere decir que añade conocimiento racional acerca del mundo empírico, por lo tanto, no puede ser:
- Tautológica (no añade nada)
- Contradictoria (va contra la lógica racional)
- Metafísica (afirma algo que no puede ser comprobado experimentalmente)

La falsabilidad fue uno de los criterios utilizados por el Juez William Overton para determinar que el creacionismo no era científico y que no debería enseñarse en los colegios de Arkansas.
La falsabilidad es una propiedad de los enunciados y de las teorías, y, en sí misma, es neutral. Como criterio de demarcación, Popper busca tomar esta propiedad como base para afirmar la superioridad de teorías falsables sobre las no falsables, como parte de la ciencia, estableciendo así una posición que podría ser llamada falsacionismo con implicaciones políticas.[cita requerida] Sin embargo, muchas cosas de las que pueden ser consideradas como dotadas de significado y utilidad no son falsables. Con toda certeza, los enunciados no falsables desempeñan una función en las propias teorías científicas. Lo que el criterio Popperiano permite ser llamado científico está abierto a interpretación. Una interpretación estricta concedería muy poco, puesto que no existen teorías científicas de interés que se encuentren completamente libres de anomalías. Del mismo modo, si solo consideramos la falsabilidad de una teoría y no la voluntad de un individuo o de un grupo para obtener o aceptar instancias falsables, entonces permitiríamos casi cualquier teoría.
En cualquier caso, es muy útil conocer si un enunciado de una teoría es falsable, aunque solo sea por el hecho de que nos proporciona un conocimiento acerca de las formas con las que alguien podría evaluar una teoría.
La tesis de Duhem-Quine argumenta que no es posible probar que un enunciado ha sido falsado; en su lugar, la falsación ocurre cuando la comunidad científica se pone de acuerdo en que ha sido falsado (véase consenso científico). Esta es una crítica importante al falsacionismo, pues cualquier enunciado observacional, por inocente que parezca, presupone ciertas concepciones acerca del mundo, y resulta imposible dejar de preguntarse si esas concepciones son científicas o no.

### Kuhn y los cambios de paradigma

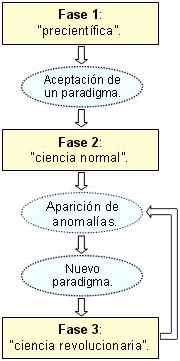
Esquema de las fases de la ciencia según Thomas Kuhn.

Thomas Kuhn, físico e historiador de la ciencia, ha demostrado ser muy influyente en la filosofía de la ciencia, y a menudo se encuentra conectado con lo que se ha dado en llamar postpositivismo o postempirismo. En su libro de 1962, La estructura de las revoluciones científicas, Kuhn dividía el proceso de hacer ciencia en dos empresas diferentes, a las que llamó ciencia normal y ciencia extraordinaria (a la que también en ocasiones llamaba ciencia revolucionaria).  El proceso de la ciencia "normal" es el que la mayoría de los científicos siguen mientras trabajan con lo que él llama el paradigma aceptado en la actualidad por la comunidad científica, y que en este contexto de las ideas de Karl Popper sobre el falsacionismo, así como la idea de un método científico, están vigentes hoy día.
Esta especie de trabajo es lo que Kuhn llama "resolución de problemas": trabajar dentro de los límites de la teoría actual y sus implicaciones con respecto a qué tipo de experimentos deberían o no ser fructíferos. Sin embargo, durante el proceso de realizar ciencia "normal", Kuhn argumenta que se generan anomalías, algunas de las cuales conducen a una extensión del "paradigma" dominante con la intención de explicarlas, y otras para las que no se puede encontrar una explicación satisfactoria con el modelo actual. Cuando se han acumulado suficientes anomalías así, y los científicos pertenecientes a cada campo las encuentran significativas (lo cual a menudo es un juicio muy subjetivo), comienza un "período de crisis", y Kuhn sostiene que algunos científicos comienzan a participar en una actividad de ciencia "extraordinaria". Durante esta fase, se reconoce al modelo antiguo como fundamentalmente defectuoso y no se le puede adaptar para más uso, de forma que ideas totalmente nuevas (o a menudo ideas viejas y abandonadas) son nuevamente consideradas, la mayoría de las cuales fallarán. Pero, durante esta etapa, se crea un nuevo "paradigma" y después de un tiempo prolongado de cambio de paradigma, se acepta el nuevo paradigma como norma por la comunidad científica y se integra en el trabajo previo, y el viejo paradigma se relega a los libros de historia. El clásico ejemplo de esto es el cambio de la física de Maxwell/Newton a la Mecánica Cuántica/Einsteniana de la física de principios del siglo XX.
Si el descarte de las teorías científicas se basara únicamente en una simple falsación, de acuerdo con Kuhn, entonces ninguna teoría sobreviviría durante el tiempo suficiente como para ser fructífera, puesto que todas las teorías contienen anomalías.
El proceso mediante el que Kuhn decía que se acepta un nuevo paradigma por la mayoría de la comunidad científica indicaría una posible demarcación entre ciencia y pseudociencia mientras que rechazaba por simple el falsacionismo de Popper. En su lugar, Kuhn argumenta que un nuevo paradigma se acepta principalmente porque tiene una capacidad superior para resolver problemas que surgen durante el proceso de realizar ciencia "normal". Es decir, el valor de un paradigma científico es su poder de predicción y su capacidad para sugerir soluciones a nuevos problemas mientras continúa satisfaciendo todos los problemas resueltos por el paradigma al que reemplaza. 
La demarcación puede ser problemática en casos en los que las vías científicas estándar (experimentos, lógica, etc.) para evaluar una teoría o una hipótesis no se puedan aplicar por algún tipo de razón. Un ejemplo sería sobre diferenciar el estatus científico de la Meteorología o la Medicina por una parte y la Astrología por la otra; todos estos campos fallan repetidamente en predecir con exactitud aquello que dicen ser capaces de predecir, y todas son capaces de explicar los fallos regulares de sus predicciones.

### Imre Lakatos  y suprograma de investigación científica

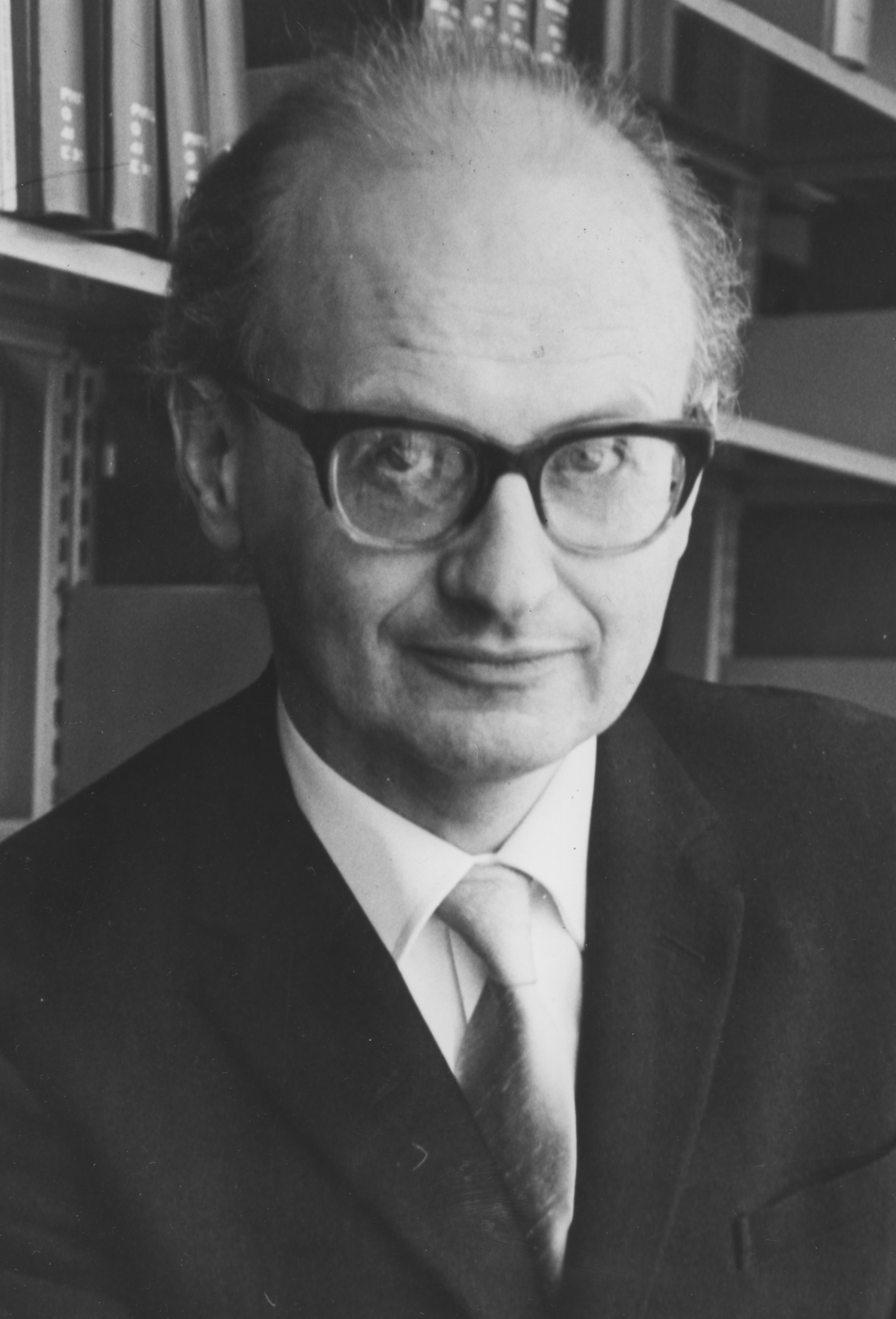
Imre Lakatos, ca. 1960.

Lakatos señala diversos problemas del falsacionismo de Popper en su libro La lógica de la investigación científica al que pasa a llamar falsacionismo ingenuo, apoyándose constantemente en casos de la historia de la ciencia. Critica también la idea de revolución científica de Kuhn, y la inconmensurabilidad entre paradigmas de Kuhn y Paul Feyerabend pues defiende que si bien los paradigmas no son comparables ni inconsistentes entre sí, con la ayuda de un diccionario se pueden hacer consistentes y comparables. (Véase también «Críticas a la inconmensurabilidad»).
Lakatos, en su obra Pruebas y Refutaciones, considera que la teoría de Karl Popper es incorrecta, ya que toda teoría (como la de Newton, la cual estudió en profundidad), nace con un conjunto de "hechos" que la refutan en el mismo momento que es creada. 
La propuesta de Lakatos es un falsacionismo sofisticado que a su juicio subsana los problemas antes mencionados. Así, defiende que las teorías no deben observarse individualmente, sino en conjuntos de teorías relacionadas en serie de modificaciones que conforman lo que él denomina un "programa de investigación".
Imre Lakatos propuso que la ciencia avanza mediante programas de investigación no por hipótesis aisladas de ensayos y errores, de conjeturas y refutaciones. Su núcleo es protegido de las refutaciones por un gran cinturón protector de hipótesis auxiliares, también por una heurística para la solución de problemas que, "con la ayuda de técnicas matemáticas sofisticadas, asimila las anomalías e incluso las convierte en evidencias positivas". La teoría de la gravitación de Newton, la teoría de la relatividad de Einstein, la mecánica cuántica, el marxismo, el freudismo son todos programas de investigación pero no todos son "igualmente buenos", es decir, existe tanto programas científicos o progresivos (la teoría lleva al descubrimiento de hechos nuevos) y pseudocientíficos o regresivos (las teorías son fabricadas sólo para acomodar los hechos ya conocidos).
Como criterio de demarcación entre ciencia y no-ciencia, establece que una teoría es científica si es progresiva empíricamente (lo cual implica ser progresiva teóricamente). Es decir, si predice hechos nuevos y explica parte de estos además de los ya conocidos. Un programa con estas características se dirá que es progresivo.

### Feyerabend y el problema de la autonomía en la ciencia

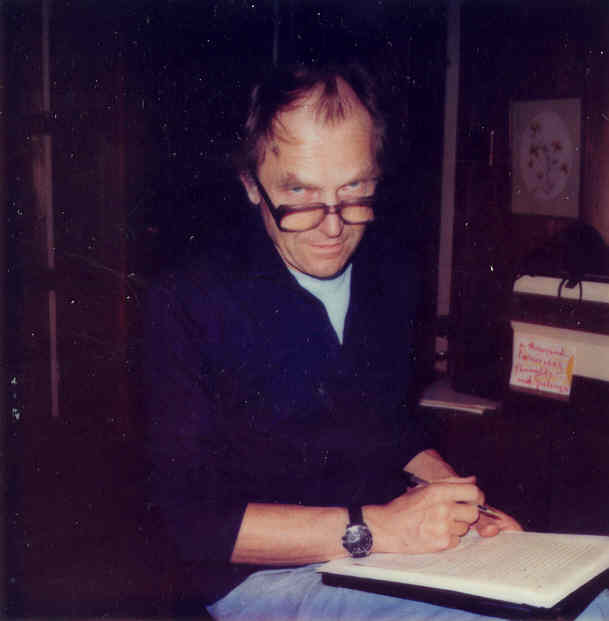
Paul Feyerabend en Berkeley.

Después de Kuhn, ha existido una tendencia a atenuar la diferencia entre ciencia y no ciencia, ya que el trabajo de Kuhn llevó a cuestionar ampliamente el ideal popperiano de simple demarcación, y a enfatizar el carácter humano, la calidad de subjetividad de los cambios científicos. El filósofo de la ciencia Paul Feyerabend llevó estos argumentos a su límite, argumentando que la ciencia no ocupa un lugar especial en términos de su lógica o de su método, de forma que cualquier intento de revestirse de una autoridad especial por parte de los científicos no se sostiene. Esto condujo a un acercamiento particularmente democrático o anarquista a la formación de conocimiento. Argumentó que no se puede encontrar ningún método dentro de la historia de la práctica científica que no haya sido violado en algún momento del avance en el conocimiento científico.

Mi intención no es abolir las reglas ni demostrar que no tienen valor alguno. Mi intención es más bien ampliar el inventario de reglas y proponer un uso distinto de las mismas. Es este uso el que caracteriza mi posición y no cualquier contenido determinado de las reglas
Feyerabend, 1975

Tanto Lakatos como Feyerabend sugieren que la ciencia no es una forma autónoma de razonamiento, sino que es inseparable del más amplio corpus del pensamiento humano y de la búsqueda del conocimiento. Siendo así, las preguntas acerca de la verdad y la falsedad, y el entendimiento correcto o incorrecto, no son únicamente empíricas. Muchas preguntas significativas no se pueden concluir empíricamente; no solo en la práctica, sino por principio.
De acuerdo con esta forma de pensar, la dificultad que tienen los teóricos de cuerdas para aplicar ciencia experimental no cuestionaría su estatus como científicos. Igualmente, en su libro Adiós a la Razón, 1987, Cap. 3-7, Feyerabend advierte de que tampoco se pueden despreciar como inútiles la astrología o la medicina alternativa, a los que atribuye un estatus científico.

### Método Thagard
En los últimos años ha disminuido el interés en el problema de la demarcación. En parte debido a que existe la sospecha de que se trata de un problema inabordable, en tanto que muchos intentos de darle una respuesta definitiva no han llegado a término.
Por ejemplo, muchos ejemplos "obvios" de pseudociencia han mostrado ser falsables, o verificables, o revisables.[cita requerida] Por tanto muchos de los criterios propuestos para la demarcación no han resultado ser útiles.
Paul R. Thagard ha propuesto otro conjunto de principios para intentar superar esas dificultades. Según el método de Thagard, una teoría no sería científica si:

1. Ha evolucionado menos que otras teorías alternativas durante un periodo amplio de tiempo, y se enfrenta a muchos problemas no solucionados; y
2. los promotores de la teoría hacen poco esfuerzo para desarrollar una teoría que supere los problemas a los que se enfrenta, no muestran preocupación para evaluar su teoría enfrentándola a otras alternativas, y son selectivos a la hora de considerar las confirmaciones y la refutaciones.

### Rechazo del planteamiento del problema de Larry Laudan
Larry Laudan, tras examinar varios intentos históricos de establecer un criterio de demarcación, concluyó que la filosofía había fracasado en su propósito de distinguir ciencia de no-ciencia y ciencia de pseudociencia.
Ninguno de los planteamientos anteriores sería aceptado como válido por una mayoría de epistemólogos ni, desde su punto de vista, debería ser aceptado por ninguno. 
Él remarcó que muchas creencias bien fundamentadas eran acientíficas y que por otro lado muchas conjeturas científicas no estaban bien fundamentadas.
Se encontró además con que los criterios de demarcación fueron históricamente usados como "machines de guerre" en polémicas disputas entre "científicos" y "pseudocientíficos".
Usando ejemplos cotidianos de actividades como el fútbol, la carpintería y de estudios no científicos como la crítica literaria y la filosofía, ilustraba su convicción de que la cuestión de si una creencia está bien fundamentada o no es más un asunto práctico y de si tiene relevancia filosófica que de si es científica o no.
Abordando así la cuestión, para él el criterio de demarcación entre ciencia y no-ciencia era un pseudoproblema que debería ser reemplazado por un enfoque sobre la distinción entre conocimiento confiable y no confiable, y sin entrar a discutir si el conocimiento es científico o no. 
Laudan consideraría como palabras huecas "pseudociencia" o "no científico" asociadas a la retórica de políticos y sociólogos.

### Caracterización bungeana

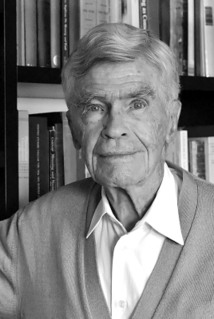
Mario Bunge en 2007.

La caracterización bungeana de la ciencia es la respuesta del epistemólogo Mario Bunge al «fracaso» de «tentativas simplistas» ante la complejidad de la ciencia. Parte con la caracterización general de «campo cognitivo» y finaliza en la caracterización particular de «ciencia».
Para Bunge, la ciencia es un objeto demasiado complejo como para poder ser caracterizado mediante un único rasgo. Bunge identifica a la ciencia como un campo cognitivo: un sector de la actividad humana cuyo objetivo es obtener, difundir y utilizar alguna clase de conocimiento, sea verdadero o falso. La ciencia satisfaría en particular condiciones específicas como contar con un dominio compuesto únicamente por entidades reales, un trasfondo filosófico con una ontología según la cual el mundo está compuesto por cosas concretas mudables que cambian según leyes, un trasfondo formal con una colección de teorías lógicas o matemáticas actualizadas o un trasfondo específico y con una colección de datos, hipótesis y teorías actualizados y razonablemente confirmados.
Por contraste la pseudociencia es todo campo de conocimiento que no es científico, pero se publicita como tal. Las pseudociencias son más populares que las ciencias porque «la credulidad está más difundida que el espíritu crítico, el que no se adquiere recopilando y memorizando informaciones, sino repensando lo aprendido y sometiéndolo a prueba» y que inclusive no debe sorprender que, ocasionalmente, «incluso los científicos, tecnólogos y eruditos consuman y hasta produzcan ideas y prácticas pseudocientíficas».

La pseudociencia y la pseudotecnología son versiones modernas del pensamiento mágico. Se las debe someter a examen crítico no solo para limpiar la cultura, sino también para impedir que los curanderos limpien nuestros bolsillos. Para criticarlas no basta mostrar que carecen de apoyo empírico, ya que, después de todo, se podría creer que tal respaldo llegará en algún momento. También tenemos que mostrar que esas creencias en lo misterioso o lo paranormal son contradictorias con teorías científicas sólidamente establecidas o con principios filosóficos fértiles.
Mario Bunge

## El problema de la demarcación en la actualidad

### El criterio
Actualmente el criterio de demarcación entre ciencia y no-ciencia varía según el ámbito epistemológico que se considere para el análisis (ciencias naturales, ciencias sociales, matemáticas o lógica).

### La demarcación en el método científico contemporáneo
Los criterios para que un sistema de premisas, métodos y teorías se puedan calificar como ciencia hoy en día varían en sus detalles de aplicación a aplicación y varían significativamente entre las Ciencias Naturales, Ciencias Sociales y las Ciencias formales. Los criterios incluyen típicamente (1) la formulación de hipótesis que cumplan el criterio lógico de contingencia, derogación o el falsacionismo y los criterios íntimamente relacionados de practicidad y empirismo; (2) unos fundamentos basados en evidencias empíricas; y (3) el uso del método científico. Los procedimientos de la ciencia habitualmente incluyen un número de directrices heurísticas, tales como principios de economía conceptual o parsimonia bajo la firma de la Navaja de Occam. Un sistema conceptual que fracase en reunir un número significativo de estos criterios es probable que sea considerado como no científico.
La siguiente es una lista de características adicionales que son altamente deseables en una teoría científica.
- Consistente.  No genera contradicciones lógicas obvias y cumple el formalismo científico, siendo consistente con las observaciones.
- Parsimoniosa.  Económica en el número de presuposiciones y de entidades hipotéticas.
- Pertinente.  Describe y explica fenómenos observados.
- Falsable y testeable.  Ver Falsacionismo y Verificacionismo.
- Reproducible.  Hace predicciones que pueden ser comprobadas por cualquier observador, con intentos que se pueden extender indefinidamente en el futuro.
- Corregible y dinámica.  Sujeta a modificación a medida que se realizan nuevas observaciones.
- Integradora, robusta, y corregible.  Considera las teorías previas como aproximaciones y permite que futuras teorías la integren. ("Robusta", aquí, se refiere a la estabilidad en sentido estadístico, es decir, no muy sensible a ocasionales puntos de datos lejanos.)  Ver Principio de correspondencia.
- Provisional o tentativa.  No asevera la absoluta certeza de la teoría.

### La actual situación de crisis y sus consecuencias
Como se puede notar de la historia del problema de la demarcación, varios filósofos han intentado resolver el problema, llegando a conclusiones extremadamente discordantes.
La gran dificultad de encontrar un criterio absolutamente inequívoco y aceptado ha abierto la sospecha de que lo que es ciencia asume un valor de contingencia derivado de su dependencia a un determinado marco sociocultural, y de asunciones metafísicas.

## Temas vinculados
En todo estudio y discusión sobre los límites entre el conocimiento científico y no científico, entre ciencia y pseudociencia, y entre ciencia y religión, no pueden pasarse por alto, aparte del debate siempre subyacente (acerca de la pseudociencia), teorías tan novedosas y sugerentes como el holismo, el reduccionismo y el emergentismo (este último, por ejemplo, estudia la relación entre la perspectiva fenomenológica —subjetiva— y la fenoménica —objetiva— de la realidad), e incluso las más exóticas del viaje a través del tiempo y la retrocausalidad (la posibilidad de acceder al pasado, modificándolo).
Tampoco debe olvidarse a los muchos filósofos, divulgadores y científicos de renombre que han abordado, desde distintas perspectivas —algunas de estas, al decir de muchos, rayanas en la pseudociencia y la superstición— las grandes cuestiones ontológicas y epistemológicas en debate: Carl Gustav Jung y Wolfgang Ernst Pauli (concepto de la sincronicidad), Hugh Everett (el multiverso), Frank J. Tipler (la idea de un Dios "informático" contenida en su teoría del Punto Omega; la máquina del tiempo), Carl Sagan (búsqueda de vida extraterrestre), Paul Davies (astrobiología, máquina del tiempo), John Cramer (retrocausalidad), Kurt Gödel (teoremas de la incompletitud, sobre los límites del conocimiento científico; viaje en el tiempo; demostración lógica de la existencia de Dios), Ludwig Wittgenstein (filosofía del lenguaje, límites del conocimiento)... Este último, modelo e inspiración de positivistas en su tiempo, remató su obra capital, Tractatus logico-philosophicus, con la siguiente frase lapidaria, una y mil veces citada: «De lo que no se puede hablar hay que callar».